# Sleep to Dream
"Sleep to Dream" é uma canção da cantora e compositora americana Fiona Apple. Foi lançado em 14 de abril de 1997 por Work Group e Columbia Records, como o segundo single de seu álbum de estreia, Tidal (1996).

## Faixas
- CD single[1]

1. "Shadowboxer" - 3:56
2. "Never Is a Promise" - 5:56

- 7" vinil single[1]

1. "Sleep to Dream"
2. "Never Is a Promise"
3. "Sullen Girl" (Live)
4. "Pale September" (Live)

## Desempenho nas paradas
| Top (1997)                                     | Melhor posição |
| ---------------------------------------------- | -------------- |
| Estados Unidos (Billboard Alternative Airplay) | 28             |
| Reino Unido (UK Singles Chart)                 | 84             |